# 坂野町 (小松島市)
坂野町（さかのちょう）は徳島県小松島市の町名。郵便番号は773-0023。

## 地理
小松島市の東部に位置する。西は大林町、南は阿南市羽ノ浦町宮倉と接し、東は同市那賀川町に接する。北はほぼ、太田川を境として和田島町・間新田町と相対している。
徳島県道218号和田島赤石線が北端を横断して和田島町に、徳島県道273号大京原今津浦和田津線が中央部を横断して大京原と結んでいる。また徳島県道141号大林那賀川阿南線が阿南市と、徳島県道274号坂野羽ノ浦線が中央部を横断して旧那賀郡羽ノ浦町に通じている。
小松島市立坂野小学校付近を中心として、市街地が形成され、また各県道に沿って商店が点在している。さらに農村地帯には各地に農村集落や住宅団地が形成されている。
海岸に近い平野部であるため、水稲のほか、イチゴ・キュウリ等の施設園芸が盛んに行われ、特産地とされている。

### 河川
- 太田川
- 石見川
- 中津川
- 北馬川

### 小字
| - 相久 - 大久保 - 大塚 - 大野 - 大野溜 - 大場 - 大原 - 岡ノ下 - 落出 - 尾道 | - 加喜内 - 風穴 - 樫のべ - 春日 - 鎌作 - 神長 - 苅屋 - か里や開 - 北大久保 - 経塚 | - 楠塚 - 楠木 - 楠ノ下 - 黒地 - 高野 - 鶴ノ巣 - 境野 - さんた - シヅ田 - 島ノ内 | - 斜敷 - シヤウ内 - 紫蘭墾 - 千田塚 - 高塚 - 工の内 - 竹のはな - 立花 - 田中 - 種井 | - 太郎丸 - 茶園ノ木 - 佃 - 手塚 - 天神東 - 天神前 - 砥鼻 - 時宗 - 豊田 - 中合 | - 中岸 - 中ノ坪 - 中道 - 西田井 - 西畑 - 根上り - 野上 - 野房 - のより - 吐田 |  |

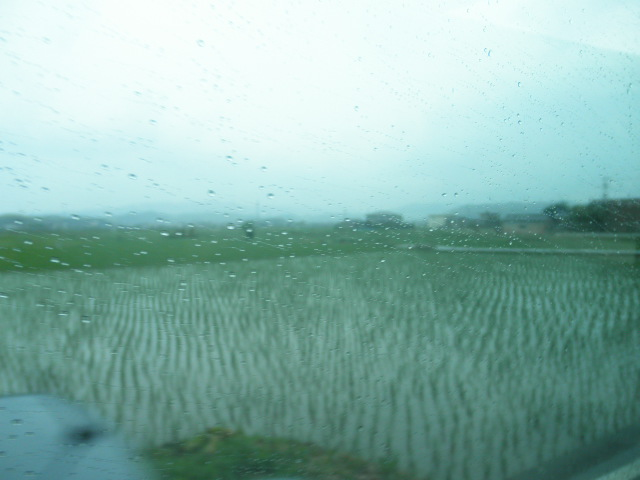
島ノ内
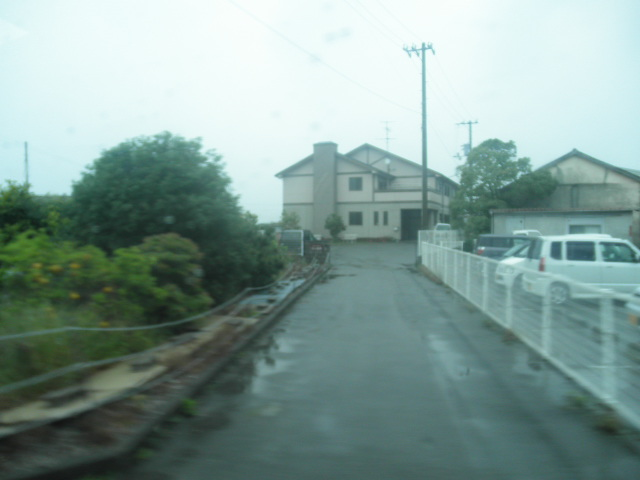
種井
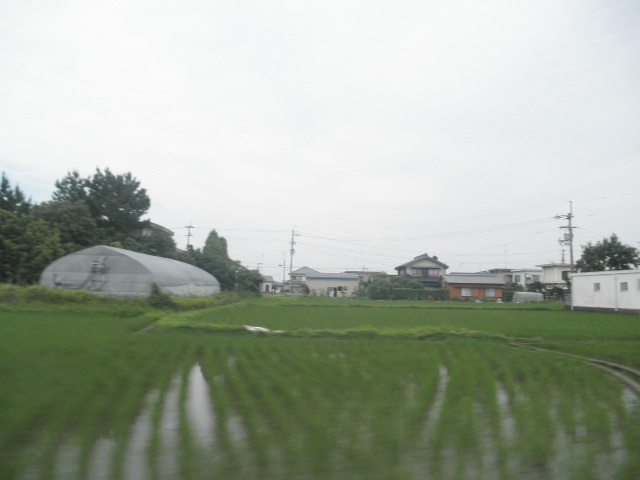
天神東
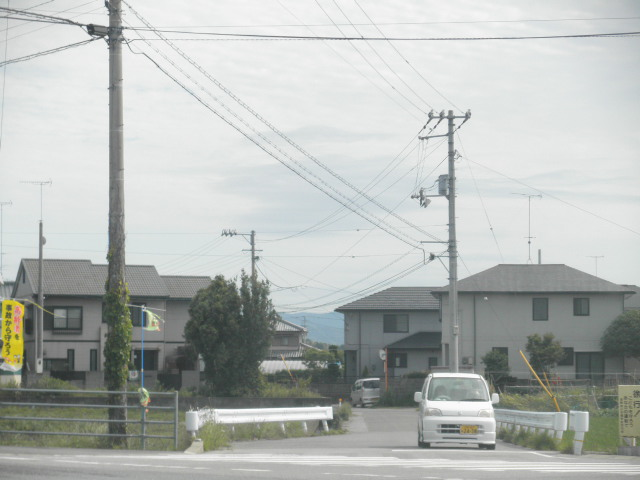
野神

## 歴史
1957年（昭和32年）より現在の町名となる。

## 世帯数と人口
2022年（令和4年）7月31日現在の世帯数と人口は以下の通りである。
| 町丁   | 世帯数  | 人口    |
| ------ | ------- | ------- |
| 坂野町 | 907世帯 | 1,949人 |

## 小・中学校の学区
市立小・中学校に通う場合、学区は以下の通りとなる。
| 小字     | 小学校               | 中学校                   |
| -------- | -------------------- | ------------------------ |
| 大塚     | 小松島市立新開小学校 | 小松島市立小松島南中学校 |
| 上記以外 | 小松島市立坂野小学校 | 小松島市立小松島南中学校 |

## 交通

### 鉄道
- 地内に鉄道駅はないが赤石町にあるJR阿波赤石駅、阿南市羽ノ浦町にある羽ノ浦駅が最寄駅である。

### 道路
- 国道55号(阿南道路)
- 徳島県道141号大林那賀川阿南線
- 徳島県道218号和田島赤石線
- 徳島県道273号大京原今津浦和田津線
- 徳島県道274号坂野羽ノ浦線
- 徳島県道402号阿南徳島自転車道線

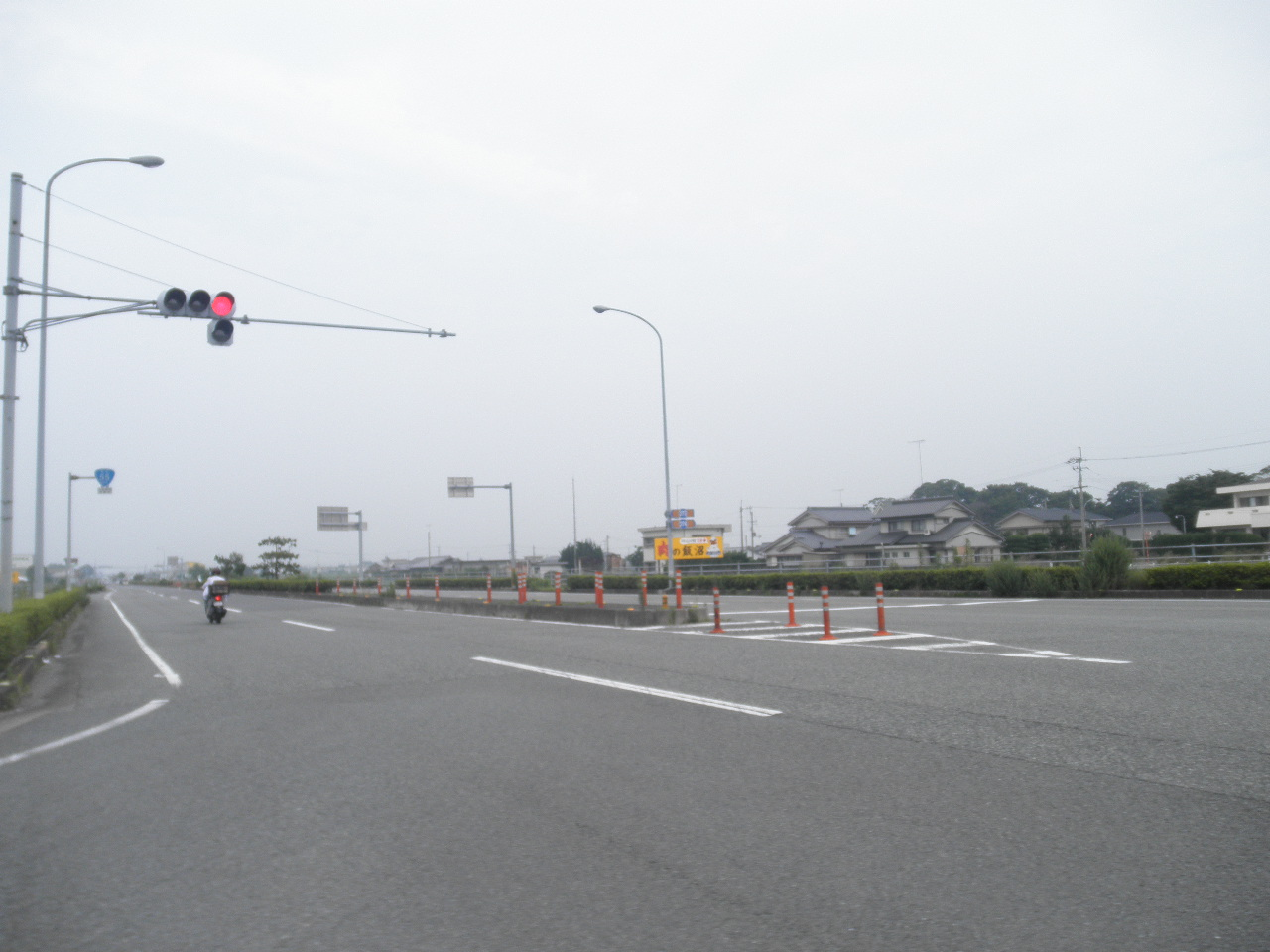
シヤウ内 国道55号阿南道路
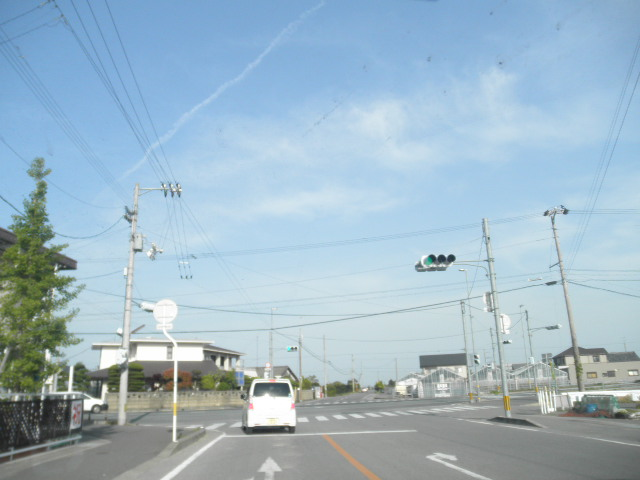
平田 徳島県道141大林那賀川阿南線
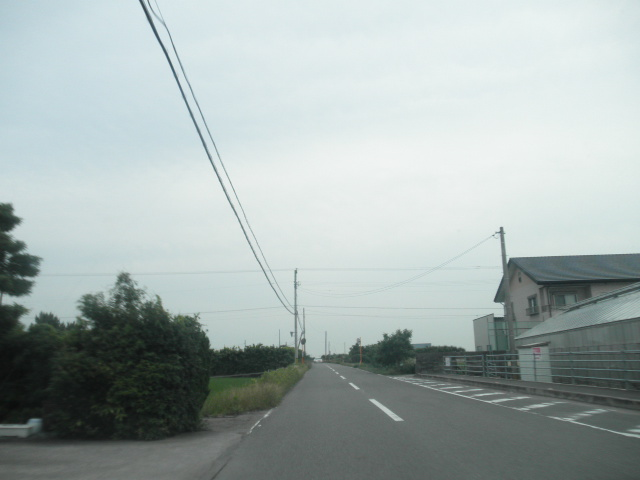
松コロ 徳島県道273号大京原今津浦和田津線
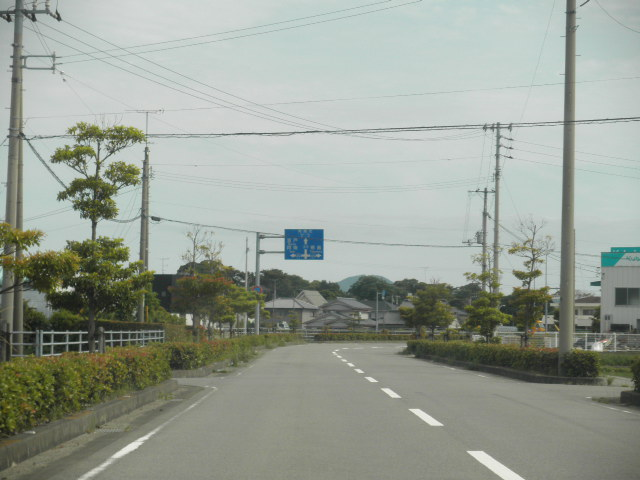
加喜内 徳島県同274号坂野羽ノ浦線

## 施設
- 小松島市立坂野小学校
- 小松島市立坂野幼稚園
- 小松島市役所坂野出張所
- 神宮寺
- 小松島警察署坂野町駐在所

かつて存在した施設

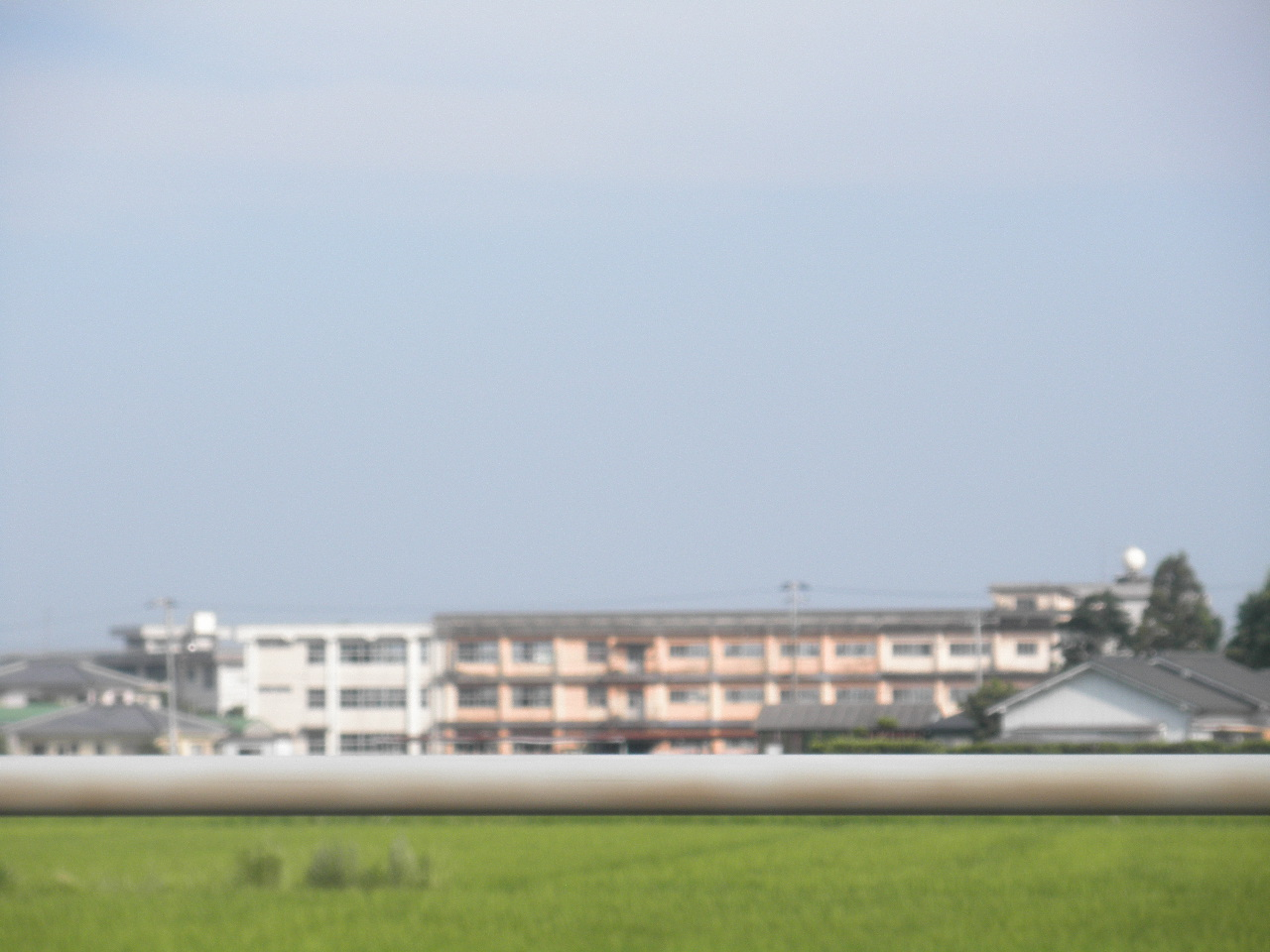
小松島市立坂野中学校
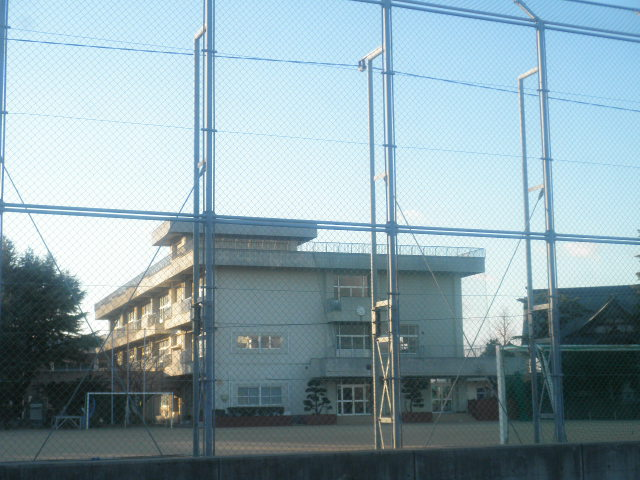
小松島市立坂野小学校
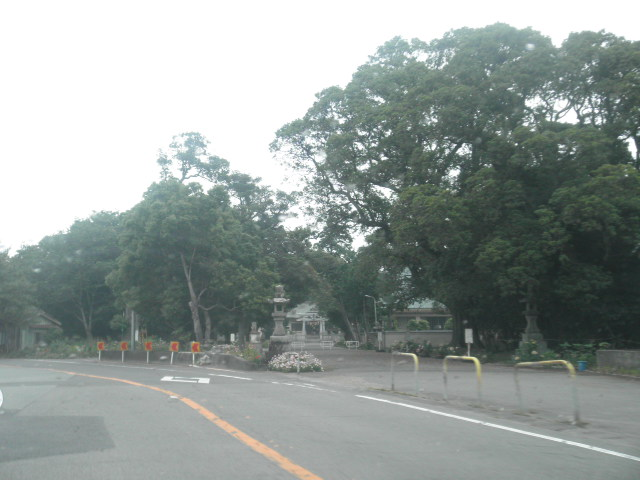
神宮寺
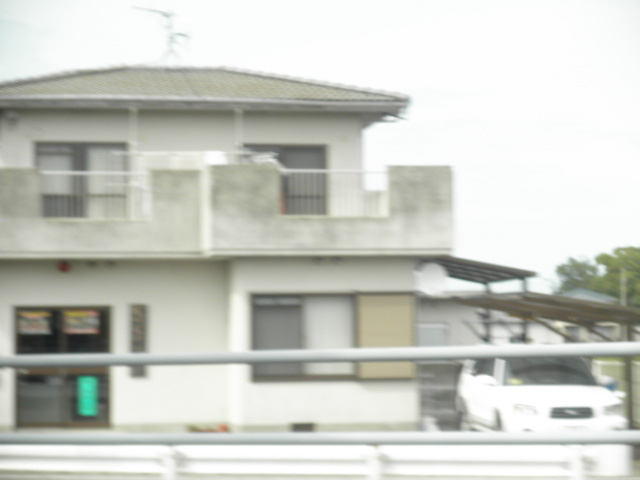
小松島警察署坂野町駐在所

- 小松島市立坂野中学校
- 小松島市立坂野小学校
- 神宮寺
- 小松島警察署坂野町駐在所